# Pygopleurus tristis
Pygopleurus tristis är en skalbaggsart som beskrevs av Rudolph Petrovitz 1968. Pygopleurus tristis ingår i släktet Pygopleurus och familjen Glaphyridae. Inga underarter finns listade i Catalogue of Life.